# Acraea opis
Acraea opis är en fjärilsart som beskrevs av Herbst 1793. Acraea opis ingår i släktet Acraea och familjen praktfjärilar. Inga underarter finns listade i Catalogue of Life.